# Ngā Puhi

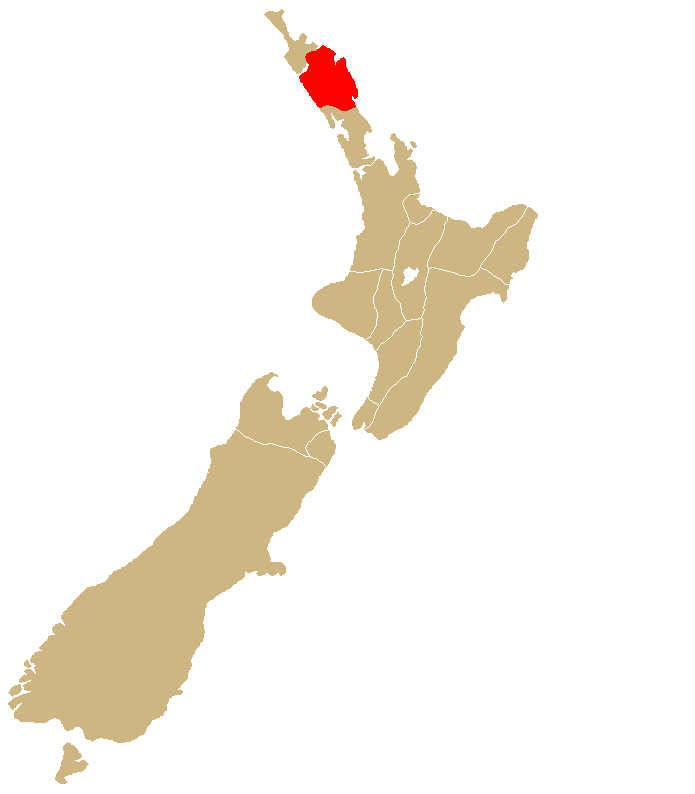
Ngā Puhis område i Nya Zeeland.

Ngā Puhi är en maori iwi (nation) som ligger i regionen Northland på Nya Zeeland. Den ligger mellan Hokianga, Bay of Islands och Whangarei.
Ngā Puhi är den folkrikaste av alla iwi på Nya Zeeland, med 125 601 registrerade invånare enligt folkräkningen 2013 . Ngā Puhi iwi omfattar 150 hapū (understammar) och 55 marae (heliga platser).